# Campbell Station (Arkansas)
Campbell Station est une ville située dans l’État américain de l'Arkansas, dans le comté de Jackson.